# 盧別涅齊 (科留科夫卡區)
51°45′6″N 32°21′23″E / 51.75167°N 32.35639°E
盧別涅齊（烏克蘭語：Лубенець），是烏克蘭北部的村莊，隸屬切爾尼希夫州的科留基夫卡區。該村面積0.57平方公里，海拔高度141米，2001年人口103，人口密度每平方公里182人。